# Sexo sem Compromisso
No Strings Attached (bra/prt: Sexo sem Compromisso) é um filme norte-americano de comédia romântica, com Ashton Kutcher, Lake Bell e Natalie Portman nos papéis principais. Foi realizado por Ivan Reitman. Estreou em Portugal em 10 de fevereiro de 2011.

## Enredo
Após a primeira reunião em um acampamento de verão como adolescentes, Emma e Adam se encontram algumas vezes, mas perdem contato. Emma se torna uma médica e Adam um assistente de produção para um programa de televisão. O pai de Adam, Scott, começou um romance com a ex-namorada de Adam, Vanessa. Adam descobre, fica bêbado e chama as mulheres em seu telefone que procuram uma ligação. Na manhã seguinte, ele acorda nu em um sofá. Acontece que ele mandou uma mensagem para Emma e depois veio para o apartamento que divide com alguns outros residentes - Patrice, Shira e Guy. Emma leva Adam para o seu quarto para recuperar as calças e eles acabam fazendo sexo.
Os dois fazem sexo outra vez na casa de Adam e, antes dela sair, ele concorda com sua proposta de um relacionamento casual (como ela diz, usando o outro para o sexo e nada mais). Adam adverte Emma sobre ela acabar se apaixonando, mas ela rejeita a idéia e estabelece regras básicas para evitar o que eles estão fazendo de tornar-se mais sério. No início as coisas vão bem, mas Adam fica com ciúmes quando Sam - outro residente - busca sua atenção. Adam traz Emma um presente e ela rejeita-o, dizendo que eles deveriam parar por um tempo e se encontrar com outras pessoas. Mas depois de estarem separados por duas semanas, Emma retorna a Adam e eles continuam sendo apenas amigos por sexo. Ele sai para jantar com Scott e Vanessa, que anunciar seu plano para ter um bebê juntos. Emma repreende o outro casal enquanto defende Adam. Ele a convence para sair juntos no Dia dos Namorados. As coisas se desfazem quando ela se torna muito desconfortável durante a data. Irritada, Emma aconselha Adam que ele deve encontrar alguém que não vai machucá-lo. Adam diz a Emma que ele a ama - algo que ela não aceita - e eles têm uma briga.
Seis semanas depois, um roteiro que Adam escreveu está sendo filmado. Ele consegue um emprego regular no show com a ajuda de Lucy, que é claramente atraída por Adam. Enquanto isso, Emma está deprimida por não estar com Adam. A situação é agravada por sua irmã mais nova e o casamento de Katie no dia seguinte e sua mãe viúva que chega para o evento com um novo companheiro. Emma sente que ela está sendo forte para sua mãe, por não deixar ficar muito perto de alguém para que ela não se torne aborrecida ao ver Emma com um relacionamento que termine mal. A mãe de Emma diz para ela parar. Quando Emma confessa que não consegue parar de pensar em Adam, Katie insiste para chamá-lo para se acertarem. Nervosa, Emma telefona para Adam e diz que sente falta dele, ele recusa. Percebendo que precisa falar com ele em pessoa, ela deixa o casamento que está ocorrendo e vai para a casa de Adam. Seus planos são arruinados - e ela tem que se esconder para evitar ser vista - quando ele chega em casa com Lucy. Emma assume que Adam tem uma nova namorada e se afasta. Vanessa chama Adam antes que ele e Lucy tenham relações sexuais - Scott tem uma overdose de uma bebida à base de xarope para tosse. Na reunião com Adam fora do hospital, Vanessa diz que ela está terminando seu relacionamento com Scott e deixa para uma festa. Adam vai visitar Scott, que surpreendentemente lhe dá alguns conselhos sobre a queda no amor.
Shira diz para Emma sobre o pai de Adam serem admitidos no hospital. Adam sai do prédio e encontra Emma e diz que ela deve estar presente se ela vai dizer que sente falta dele. Emma fica fora de seu carro como a chamada termina e Adam fica chocado ao encontrá-la de repente lá. Ela diz a Adam que ela está arrependida por machucá-lo e confessa que ela realmente ama e se preocupa com ele e eles reconciliam. Depois de comer o café da manhã juntos na manhã seguinte - algo que nunca aconteceu antes - eles chegam pouco antes do casamento de Katie começar. Como eles entrar em uma sala e fazer uma pausa Emma pede Adam o que vai acontecer, com um sorriso nos lábios, ele segura a mão dela - pela primeira vez eles estão segurando as mãos juntas como um casal. Os créditos finais mostram um epílogo em que; Scott e Lucy está em um relacionamento e em um restaurante à espera de Adam para contar-lhe. O colega de quarto de Adam e Patrice está em um relacionamento e são mostrados encontrando seus dois pais. Vanessa tinha dito a Adam que as pessoas idosas a assustam e ela fica com ansiedade quando está presa em um elevador cheio de idosos. Sam e Shira estão em um relacionamento, mas ele quer sua liberdade e não fica contente quando ela revela que já foi vista com outros homens. Katie está tendo um bebê e Emma é a médica do parto. Por fim, Adam e Emma são mostrados dormindo pacificamente juntos.

## Elenco
- Ashton Kutcher como Adam Franklin
- Natalie Portman como Dra. Emma K. Kurtzman
- Lake Bell como Lucy
- Jake M. Johnson como Eli
- Ophelia Lovibond como Vanessa
- Cary Elwes como Dr. Metzner
- Mindy Kaling como Shira
- Kevin Kline como Alvin Franklin
- Greta Gerwig como Patrice
- Chris "Ludacris" Bridges como Wallacce
- Olivia Thirlby como Katie Kurtzman
- Stefanie Scott como Emma
- Talia Balsam como Sandra Kurtzman
- Guy Branum como Cara
- Phil LaMarr como Oficial de Polícia
- Adhir Kalyan como Kevin
- Ben Lawson como Sam
- Matthew Moy como Chuck

## Recepção
No Strings Attached teve recepção mista por parte da crítica especializada. Em base de 36 avaliações profissionais, alcançou uma pontuação de 50 em 100 no Metacritic.